# Rhythm Divine
Singles de Enrique Iglesias
Bailamos
(1999) Be with You
(2000)
Clip vidéo
Rhythm Divine
Ritmo Total
sur YouTube
Rhythm Divine est une chanson du chanteur espagnol Enrique Iglesias extraite de son quatrième album studio (et le premier en anglais), paru à la fin de 1999 et intitulé Enrique.
Quelque temps avant la sortie de l'album, la chanson a été publiée en single. C'était le deuxième single de cet album (après Bailamos).
La chanson a atteint la 1re place en Espagne (huit semaines à la 1re place en novembre 1999 – janvier 2000), la 2e place en Nouvelle-Zélande, la 3e place en Norvège, la 8e place en Finlande, la 11e place en Suisse, la 17e place en Wallonie (Belgique francophone), la 18e place en Suède, la 24e place en Allemagne, la 25e place aux Pays-Bas, la 26e place en Autriche, la 27e place en France, la 31e place en Flandre (Belgique néerlandophone) et la 36e place en Australie.
Au Royaume-Uni, elle a débuté à la 45e place du hit-parade des singles (dans la semaine du 12 au 18 décembre 1999).
Aux États-Unis, la chanson a atteint la 32e place du Hot 100 de Billboard (dans la semaine du 22 janvier 2000).